# Purbasari (Tapian Dolok)
Purbasari is een bestuurslaag in het regentschap Simalungun van de provincie Noord-Sumatra, Indonesië. Purbasari telt 3915 inwoners (volkstelling 2010).